# Round and Round (пісня Тінкари Ковач)
«Round and Round» (укр. «Навколо і навколо») — пісня словенської співачки Тінкари Ковач, з якою вона представляла Словенію на пісенному конкурсі Євробачення 2014 у Копенгагені, Данія. У фіналі конкурсу пісня набрала 9 балів і посіла 25, передостаннє, місце.